# Andreas von Ettingshausen
Andreas Freiherr von Ettingshausen (Heidelberg, 25 november 1796 – Wenen, 25 mei 1878) was een Oostenrijks wis- en natuurkundige.

## Biografie
Ettingshausen was de zoon van majoor-generaal Constantin von Ettingshausen (1760-1826). Hij had ook een jongere broer, Sigmund (1805-1855). Andreas studeerde filosofie en rechtsgeleerdheid aan de Universiteit van Wenen. Omdat hij, net als zijn vader en broer, bestemd was voor een militaire loopbaan bezocht hij ook de bombardierschool. Maar nadat een periode van algemene vrede was begonnen richtte hij zich op de wis- en natuurkunde.
In 1817 trad hij toe tot de staf van deze universiteit en onderwees wis- en natuurkunde als universitair docent. Twee jaar later, in 1819, werd hij benoemd tot hoogleraar natuurkunde aan de Universiteit van Innsbruck en in 1821 als hoogleraar hogere wiskunde aan de Weense universiteit.
Zijn lezingen markeerden destijds een nieuw tijdperk voor de Universiteit van Wenen; ze verschenen in twee delen in 1827. In 1834 verkreeg hij er de leerstoel natuurkunde. In 1952 accepteerde hij de leiding van het nieuw-opgerichte Natuurkundig Instituut van de Weense universiteit en zorgde ervoor dat deze een prominente positie verkreeg in het centrum van natuurkundig onderzoek.
Ettingshausen was een van de eersten die een elektromagnetische machine ontwerp die inductie gebruikte om elektriciteit op te wekken. Hij was een promotor van de optica en schreef een leerboek over de natuurkunde en de combinatorische analyse. Zijn methode van lesgeven had een grote invloed op methode van natuurkundig onderwijs.

## Wiskunde
Een van zijn Ettingshausen blijvende prestaties in de wiskunde betrof de introductie van de notatie {\displaystyle {n \choose k}} (n over k) voor de binomiaalcoëfficiënt, die de coëfficiënt van {\displaystyle {x}^{k}} is in de uitbreiding voor de binominaal {\displaystyle ({x}+1)^{n}}; ofwel combinatoriek die aangeeft op hoeveel manieren men uit n (verschillende) elementen zonder terugleggen k kan kiezen.

## Publicaties
- Die kombinatorische Analysis (Wenen, 1826)
- Die Prinzipien der heutigen Physik (Wenen, 1857)